# 6번째 날
《6번째 날》(영어: The 6th Day)은 2000년 개봉한 미국의 SF 액션 스릴러 영화이다.

## 출연진
- 아널드 슈워제네거 - 애덤 깁슨 / 애덤 깁슨 복제 역
- 토니 골드윈 - 마이클 드러커 역
- 마이클 래퍼포트 - 행크 모건 역
- 마이클 루커 - 로버트 마셜 역
- 세라 윈터 - 탤리아 엘즈워스 역
- 웬디 크루슨 - 내털리 깁슨 역
- 로드니 롤런드 - P. 와일리 역
- 테리 크루스 - 빈센트 밴즈워스 역
- 켄 포그 - 하원 의장 데이 역
- 콜린 커닝햄 - 트립 역
- 로버트 듀발 - 그리핀 위어 박사 역
- 테일러 앤 리드 - 클래라 깁슨 역
- 제니퍼 개러이스 - 버추얼 여자친구 역
- 앤드리아 리브먼 - 심팰 신디 역 (목소리)
- 스티브 베이식 - 조니 피닉스 역

## 우리말 녹음
KBS 성우진 (2004년 11월 20일)
- 이정구 - 애덤 깁슨(아놀드 슈워제네거)
- 홍성헌 - 피터 드러커(토니 골드윈)
- 이재용 - 행크(마이클 래퍼포트)
- 안경진 - 내털리(웬디 크루슨)
- 강구한 - 마셜(마이클 루커)
- 송덕희 - 탤리아(세라 윈터)
- 이완호 - 위어 박사(로버트 듀발)
- 조진숙 - 클래라(테일러 앤 리드)
- 손선근 - 와일리(로드니 롤런드)
- 김정호 - 하원 의원
- 고재균 - 빈센트(테리 크루스)
- 은미 - 심팰 인형
- 서광재 - 리펫 판매원
- 유동균 - 트립(콜린 커닝햄)
- 김우정 - 드러커 비서
- 김수중 - 컴퓨터
- 구민선